# Vase de fleurs
Le tableau Vase de fleurs (Vase of Flowers) est une œuvre de l'artiste galloise  Gwen John (1876-1939). Il a été offert à la National Library of Wales par la Contemporary Art Society of Wales (CASW) en 1957.
Le sujet du tableau est un vase de fleurs roses et blanches posé sur une table en bois, avec quelques pétales blancs tombés sur la table. On peut aussi voir un habit rose plié sur une autre table en arrière-plan. C'est une peinture à l'huile utilisant la technique de peinture sèche en empâtement.  Le tableau a sans doute été peint chez elle, au début du vingtième siècle. Un tableau similaire de Gwen John existe à la Manchester Art Gallery.
La biographe de Gwen John, Mary Taubman, décrit ce tableau comme « une image classique et conceptuelle donnant l'impression d'être un développement considéré et réflectif de l'original ».

## Europeana 280
En avril 2016, le tableau Vase de fleurs est sélectionné comme étant un des dix plus importants tableaux gallois par le projet Europeana.